# General Admission
Albums de MGK
Black Flag
(2013) Bloom
(2017)
Singles
1. Till I Die
Sortie : 5 janvier 2015
2. A Little More
Sortie : 30 mars 2015

General Admission est le second album studio du rappeur américain Machine Gun Kelly, sorti le 16 octobre 2015.
L'album s'est classé 1er au Top R&B/Hip-Hop Albums et au Top Rap Albums et 3e au Billboard 200.

## Liste des titres
| 1.    | Spotlight (featuring Lzzy Hale)          | Jim Jonsin                      | 5:05 |
| 2.    | Alpha Omega                              | Narcotics                       | 3:32 |
| 3.    | Till I Die                               | J.U.S.T.I.C.E. League           | 3:33 |
| 4.    | Eddie Cane                               | JP Did This 1                   | 3:06 |
| 5.    | Bad Motherfucker (featuring Kid Rock)    | JP Did This 1                   | 3:33 |
| 6.    | World Series                             | MGK, JP Did This 1, Slim Gudz   | 3:35 |
| 7.    | Oz                                       | Jim Jonsin                      | 2:59 |
| 8.    | Everyday                                 | Nate Fox, J.P.Floyd, Rami Beatz | 4:01 |
| 9.    | Gone (featuring Leroy Sanchez)           | Jim Jonsin                      | 4:01 |
| 10.   | Story of the Stairs                      | Ned Cameron, Grizz Lee          | 3:10 |
| 11.   | Merry Go Round                           | Jim Jonsin                      | 4:05 |
| 12.   | A Little More (featuring Victoria Monet) | Tommy Brown                     | 3:57 |
| 13.   | All Night Long                           | Pops                            | 7:02 |
| 51:35 |                                          |                                 |      |

| Deluxe Edition | Deluxe Edition | Deluxe Edition | Deluxe Edition | Deluxe Edition | Deluxe Edition | Deluxe Edition | Deluxe Edition | Deluxe Edition | Deluxe Edition |
| No             | Titre          | Producteur(s)  | Durée          |                |                |                |                |                |                |
| -------------- | -------------- | -------------- | -------------- | -------------- | -------------- | -------------- | -------------- | -------------- | -------------- |
| 14.            | Make It Happen | JP Did This 1  | 4:43           |                |                |                |                |                |                |
| 15.            | Round Here     | Slim Gudz      | 4:20           |                |                |                |                |                |                |
| 16.            | Therapy        | Tommy Brown    | 3:34           |                |                |                |                |                |                |
| 17.            | Life           | Cool & Dre     | 3:59           |                |                |                |                |                |                |
| 64:10          |                |                |                |                |                |                |                |                |                |

## Classement hebdomadaire
| Classement (2015)             | Meilleure position |
| ----------------------------- | ------------------ |
| Allemagne (Media Control AG)  | 94                 |
| Australie (ARIA)              | 38                 |
| Belgique (Flandre Ultratop)   | 74                 |
| Norvège (VG-lista)            | 30                 |
| Nouvelle-Zélande (RIANZ)      | 33                 |
| Royaume-Uni (UK Albums Chart) | 13                 |
| Suisse (Schweizer Hitparade)  | 72                 |